# Gornja Bebrina
Gornja Bebrina – wieś w Chorwacji, w żupanii brodzko-posawskiej, w gminie Klakar. W 2011 roku liczyła 487 mieszkańców.